# 内田橋
内田橋（うちだばし）は、愛知県名古屋市南区の地名。現行行政地名は内田橋一丁目及び内田橋二丁目。住居表示実施。

## 地理
名古屋市南区北西部に位置する。西は明治一丁目、南は明治二丁目、北は熱田区、北東は瑞穂区に接する。

## 歴史
南部は大部分が江戸期まで愛知郡長三郎新田（新伝馬新田）、北部は大部分が図書新田であった地域の一部にあたる。

### 町名の由来
新堀川に架かる橋の名前に由来する。

### 沿革
- 1985年（昭和60年）11月3日 - 南区内田橋一丁目が明治町・豊門町・豊田本町・豊郷町・二条町・豊田町・南陽通・図書町の各一部により、内田橋二丁目が伝馬町の全域および明治町・図書町・豊門町・屋敷町・豊田本町・豊郷町・豊中町・豊田町の各一部によりそれぞれ成立する[1]。

### 町名の変遷
| 実施後       | 実施年月日    | 実施前（各町名ともその一部） |
| ------------ | ------------- | ---------------------------- |
| 内田橋一丁目 | 1985年11月3日 | 明治町                       |
| 内田橋一丁目 | 1985年11月3日 | 豊門町                       |
| 内田橋一丁目 | 1985年11月3日 | 豊田本町                     |
| 内田橋一丁目 | 1985年11月3日 | 豊郷町                       |
| 内田橋一丁目 | 1985年11月3日 | 二条町                       |
| 内田橋一丁目 | 1985年11月3日 | 豊田町                       |
| 内田橋一丁目 | 1985年11月3日 | 南陽通                       |
| 内田橋一丁目 | 1985年11月3日 | 図書町                       |
| 内田橋二丁目 | 1985年11月3日 | 伝馬町（全域）               |
| 内田橋二丁目 | 1985年11月3日 | 明治町                       |
| 内田橋二丁目 | 1985年11月3日 | 図書町                       |
| 内田橋二丁目 | 1985年11月3日 | 豊門町                       |
| 内田橋二丁目 | 1985年11月3日 | 屋敷町                       |
| 内田橋二丁目 | 1985年11月3日 | 豊田本町                     |
| 内田橋二丁目 | 1985年11月3日 | 豊郷町                       |
| 内田橋二丁目 | 1985年11月3日 | 豊中町                       |
| 内田橋二丁目 | 1985年11月3日 | 豊田町                       |

## 世帯数と人口
2019年（平成31年）4月1日現在の世帯数と人口は以下の通りである。
| 丁目         | 世帯数    | 人口    |
| ------------ | --------- | ------- |
| 内田橋一丁目 | 680世帯   | 1,308人 |
| 内田橋二丁目 | 1,061世帯 | 1,944人 |
| 計           | 1,741世帯 | 3,252人 |

### 人口の変遷
国勢調査による人口の推移
| 2000年（平成12年） | 3,453人 | [ WEB 6 ] |  |
| 2005年（平成17年） | 3,422人 | [ WEB 7 ] |  |
| 2010年（平成22年） | 3,517人 | [ WEB 8 ] |  |
| 2015年（平成27年） | 3,374人 | [ WEB 9 ] |  |

## 学区
市立小・中学校に通う場合、学校等は以下の通りとなる。また、公立高等学校に通う場合の学区は以下の通りとなる。なお、小学校は学校選択制度を導入しておらず、番毎で各学校に指定されている。
| 丁目         | 小学校                                    | 中学校               | 高等学校 |
| ------------ | ----------------------------------------- | -------------------- | -------- |
| 内田橋一丁目 | 名古屋市立明治小学校                      | 名古屋市立明豊中学校 | 尾張学区 |
| 内田橋二丁目 | 名古屋市立明治小学校 名古屋市立伝馬小学校 | 名古屋市立明豊中学校 | 尾張学区 |

## 交通
- 国道247号[2]
- 知多街道[2]
- 愛知県道225号名古屋東港線（南陽通）[2]

## 施設
- 三菱UFJ銀行内田橋支店[2]
- 大垣共立銀行内田橋支店[2]
- 名古屋銀行内田橋支店[2]
- 京屋豊田本町店[2]
- トスカ[2]
- 内田橋商店街[2]
- 豊田本町商店街[2]
- 豊田本町住宅[2]
- 法華宗陣門流万行寺[2]
- 南警察署内田橋交番[2]
- 南警察署明治交番[2]
- 内田橋第一公園[2]
- 内田橋第二公園[2]
- 愛知県婦人相談所[2]
- 紀左衛門神社[2]
- ゆたか幼稚園[2]
- 内田橋郵便局[2]
- 並木病院[2]
- 南映画劇場

- 内田橋交番
- 内田橋劇場

## その他

### 日本郵便
- 郵便番号 : 457-0862[WEB 3]（集配局：名古屋南郵便局[WEB 12]）。

### WEB
1. ↑  “愛知県名古屋市南区の町丁・字一覧”.   人口統計ラボ. 2017年10月7日閲覧。
2. 1 2  “町・丁目(大字)別、年齢(10歳階級)別公簿人口(全市・区別)”.   名古屋市 (2019年4月22日). 2019年4月23日閲覧。
3. 1 2  “郵便番号”.  日本郵便. 2019年3月17日閲覧。
4. ↑  “市外局番の一覧”.   総務省. 2019年1月6日閲覧。
5. 1 2  名古屋市役所市民経済局地域振興部住民課町名表示係 (2015年10月21日). “南区の町名一覧”.   名古屋市. 2017年10月7日閲覧。
6. ↑  名古屋市役所総務局企画部統計課統計係 (2005年7月1日). “（刊行物）名古屋の町(大字)・丁目別人口 (平成12年国勢調査) 南区” (XLS). 2017年10月8日閲覧。
7. ↑  名古屋市役所総務局企画部統計課統計係 (2007年6月29日). “平成17年国勢調査　名古屋の町(大字)別・年齢別人口 南区” (XLS). 2017年10月8日閲覧。
8. ↑  名古屋市役所総務局企画部統計課統計係 (2012年6月29日). “平成22年国勢調査　名古屋の町(大字)別・年齢別人口 南区” (XLS). 2017年10月8日閲覧。
9. ↑  名古屋市役所総務局企画部統計課統計係 (2017年7月7日). “平成27年国勢調査　名古屋の町(大字)別・年齢別人口” (XLS). 2017年10月8日閲覧。
10. ↑  “市立小・中学校の通学区域一覧”.   名古屋市 (2018年11月10日). 2019年1月14日閲覧。
11. ↑  “平成29年度以降の愛知県公立高等学校（全日制課程）入学者選抜における通学区域並びに群及びグループ分け案について”.   愛知県教育委員会 (2015年2月16日). 2019年1月14日閲覧。
12. ↑  “郵便番号簿 2018年度版” (PDF).   日本郵便. 2019年4月23日閲覧。

### 文献
1. 1 2  名古屋市計画局 1992, p. 846.
2. 1 2 3 4 5 6 7 8 9 10 11 12 13 14 15 16 17 18 19 20 21 22 23  「角川日本地名大辞典」編纂委員会 1989, p. 1538.

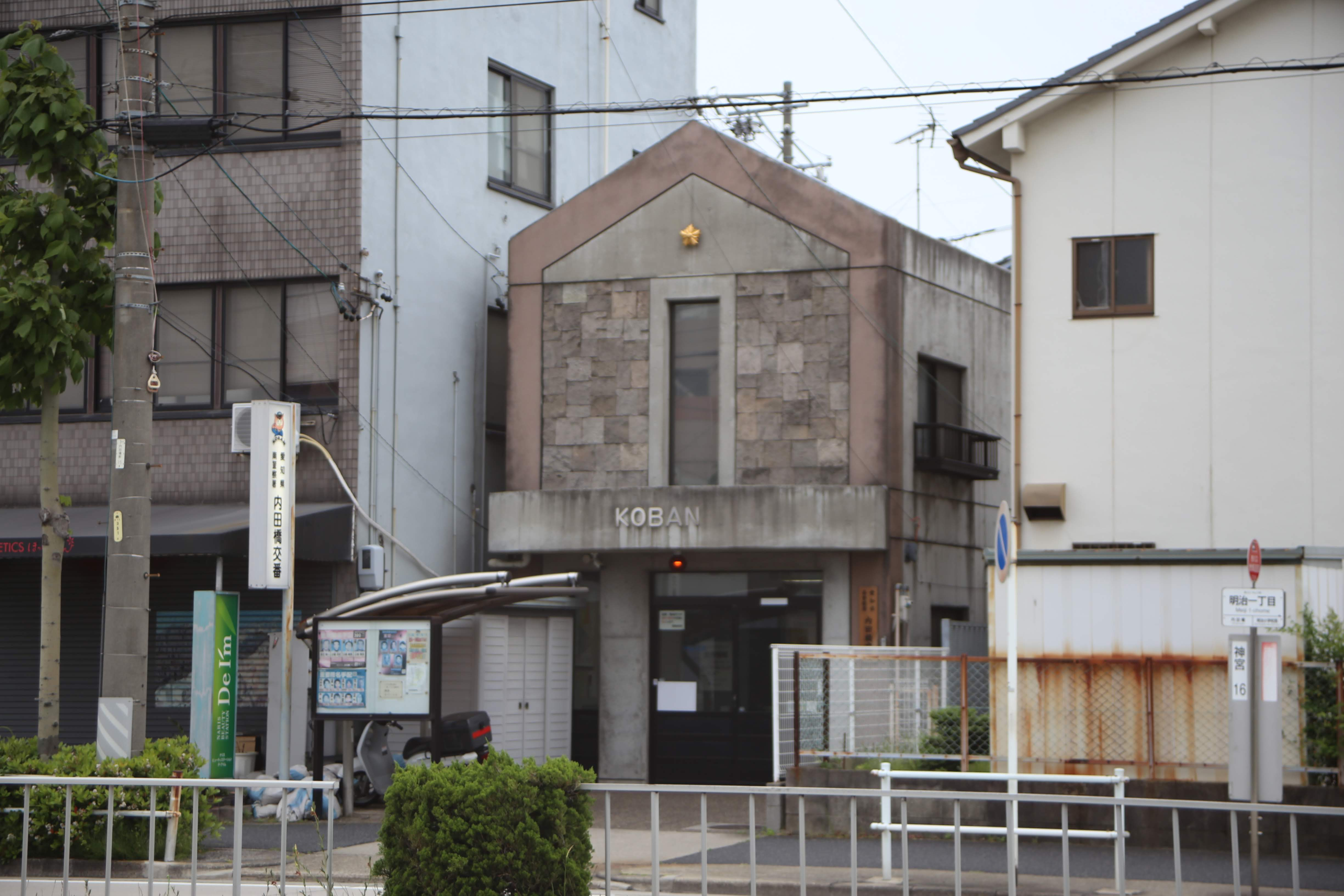
内田橋交番
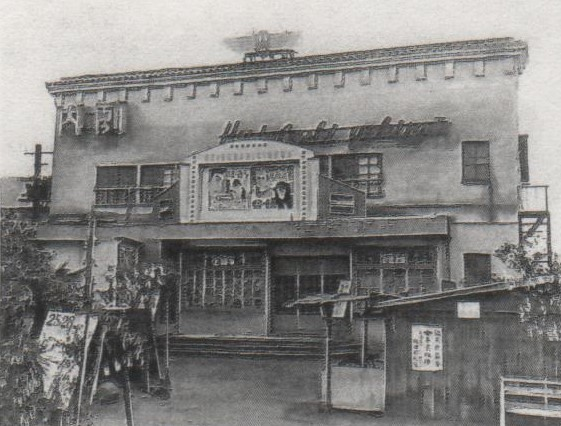
内田橋劇場

3. ↑  名古屋市計画局 1992, p. 554.